# Mohamed Maïga
Pour les articles homonymes, voir Maïga.
Mohamed Maïga, né en août 1950 à Ansongo et mort le 1er janvier 1984 à Ouagadougou, est un journaliste malien.

## Biographie

### Enfance et éducation
Mohamed Maïga est né le 20 août 1950 à Ansongo, une petite ville située à une centaine de kilomètres de Gao, au Soudan Français (aujourd'hui République du Mali). Il a grandi dans une famille nombreuse, entre l'ethnie Peule nomade de sa mère, Adizatou Diallo, et le milieu sédentaire Songhaï de son père, Boncaneye Hambou Maïga. Malgré les réticences de sa classe sociale, son père a plaidé pour l'éducation scolaire et a envoyé tous ses enfants, y compris les filles, à l'école française. Après avoir obtenu son baccalauréat en 1969, Mohamed a bénéficié d'une bourse pour étudier au Centre Universitaire d’Enseignement du Journalisme (CUEJ) de Strasbourg, en France. Il a ensuite poursuivi ses études en journalisme au Centre d'Études des Sciences et Techniques de l'Information (CESTI) à Dakar puis au Canada, au Centre Audiovisuel de l’Université de Montréal. Il a terminé ses études en 1977 à l’Institut Français de Presse (IFP) à l’Université Panthéon-Assas.

### Formation politique
La scolarité de Mohamed Maïga, au Mali, est marquée par la promotion de l'Histoire et de la Culture africaines, à la suite de la décolonisation. Ses études en Afrique, en Europe et en Amérique du Nord lui permettent de développer une conscience politique aiguisée.
Les théories du Marxisme africain et du Panafricanisme, développées par Kwame Nkrumah (Ghana) et Amilcar Cabral (Guinée Bissau & Cap Vert), lui apparaissent comme des solutions potentielles pour mettre fin à la corruption et au néocolonialisme subis par les peuples africains. Fort de ce bagage intellectuel, Mohamed est attentif aux mouvements démocratiques et à l’émergence d’une nouvelle génération de leaders sur le continent.

### Carrière dans le journalisme

#### DeJeune Afrique…
En 1977, Mohamed Maïga est embauché par le magazine hebdomadaire Jeune Afrique, référence en politique africaine. Il rejoint la rédaction du fondateur, Bechir Ben Yahmed, aux côtés de collègues tels que Amin Maalouf et François Soudan. Sa plume engagée l'impose en tant que journaliste politique, attirant l'attention des populations et de la jeunesse politisées dans les pays africains francophones, où Jeune Afrique est largement diffusé.

#### … ÀAfrique-Asie
Au début des années 80, Mohamed Maïga écrit pour le magazine Afrique Asie. Dirigé par Simon Malley, le bimensuel est considéré comme le plus à gauche des médias internationaux panafricains. Maïga y trouve un espace de liberté plus grand où mener ses enquêtes et exprimer ses convictions de journaliste engagé, polyvalent, aussi a l’aise dans les espaces francophones qu’anglophones.

### Sankara et Mohamed Maïga
En Haute Volta (futur Burkina Faso), le jeune capitaine Thomas Sankara devient incontournable : critique du néocolonialisme, combat contre la corruption et vision positive pour l'avenir de son pays sont articulés avec brio par ce militaire humaniste et instruit. Maïga voit en lui une promesse de changement et consacre de grands entretiens exclusifs à Thomas Sankara, lui donnant ainsi l'occasion de s'exprimer directement, sans l'intermédiaire de la presse occidentale qui le caricaturait alors. Maïga œuvre ainsi pour la légitimisation de Sankara auprès de la gauche burkinabé. Ses articles et entretiens à Afrique-Asie contribueront à faire connaître Sankara à l'étranger. Les deux hommes sont liés par une forte amitié et un profond respect mutuel. Ils participent à la première révolution burkinabé.

### Décès prématuré
En décembre 1983, Maïga rend visite à Jerry Rawlings, dirigeant ghanéen, puis à Thomas Sankara, à Ouagadougou. C’est dans cette ville que son destin tragique se scelle, le 1er Janvier 1984 dans des circonstances troubles jamais élucidées. L'autopsie conclut à un empoisonnement. Les responsabilités et les motifs restent inconnus à ce jour.
Mohamed Maïga reçoit des obsèques nationales. Les funérailles sont retransmises à la télévision nationale burkinabé et un convoi militaire accompagne la dépouille en vue de son rapatriement au Mali. Une importante délégation, avec à sa tête, le Ministre de l'Information, accompagne le corps sur sa terre natale, à Ansongo.
Sankara le décore à titre posthume Commandeur de l'Ordre National du Mérite. La Maison de la Presse à Ouagadougou est baptisée en son honneur. Et la chanson « Hommage à Mohamed Maïga », commandée par Thomas Sankara, témoigne de l’apport du journaliste à la libération africaine.
L’Association Mohamed Maïga est lancée le 1er Janvier 2024, quarante ans jour pour jour après le décès du journaliste. Elle célèbre l’héritage intellectuel et le courage politique de Mohamed Maïga à travers des projets positifs qui perpétuent ses combats sur le continent africain.

## Articles
- Mohamed Maïga, « Les limites du putsch de mai », Afrique-Asie, numéro 297, 6 juin 1983, p. 31[4]
- Mohamed Maïga, « La nuit du 4 août », Afrique-Asie, numéro 302,15 août 1983, p. 20[4]

## Hommages
- Il existe une salle de presse Mohamed Maïga[5] à Ouagadougou.

## Vie privée
Il est le père de l'actrice Aïssa Maïga.